# Elipsoida

Elipsoida dla a=4, b=2, c=1

Elipsoida – powierzchnia, której wszystkie przekroje płaskie są elipsami. Czasem tym słowem oznacza się też bryłę ograniczoną tą powierzchnią.
Szczególnym przypadkiem elipsoidy jest elipsoida obrotowa, czyli powierzchnia ograniczona powstała przez obrót elipsy wokół jednej z jej osi symetrii; z kolei elipsoidy obrotowe są uogólnieniem sfery.

## Równania elipsoidy
Równania elipsoidy są najprostsze, gdy jej osie symetrii pokrywają się z osiami układu współrzędnych.
Niech półosie mają długości {\displaystyle a,b,c.}
- równanie we współrzędnych kartezjańskich[1]:

{\displaystyle {\frac {x^{2}}{a^{2}}}+{\frac {y^{2}}{b^{2}}}+{\frac {z^{2}}{c^{2}}}=1.}
- równanie parametryczne:

{\displaystyle {\begin{cases}x(u,v)=a\cos u\cos v\\y(u,v)=b\sin v\\z(u,v)=c\sin u\cos v\end{cases}}}
gdzie:
{\displaystyle u\in \left[-\pi ,\pi \right),}
{\displaystyle v\in \left[-{\frac {\pi }{2}},{\frac {\pi }{2}}\right].}
- równanie biegunowe w układzie współrzędnych sferycznych:

{\displaystyle r^{2}(\alpha ,\beta )={\frac {a^{2}b^{2}c^{2}}{a^{2}b^{2}\sin ^{2}\alpha \cos ^{2}\beta +a^{2}c^{2}\sin ^{2}\beta +b^{2}c^{2}\cos ^{2}\alpha \cos ^{2}\beta }}}

### Elipsoida jako kwadryka
Elipsoida jest kwadryką, czyli pewną powierzchni drugiego stopnia o równaniu:
{\displaystyle a_{11}x^{2}+a_{22}y^{2}+a_{33}z^{2}+2a_{12}xy+2a_{23}yz+2a_{31}zx+2a_{14}x+2a_{24}y+2a_{34}z+a_{44}=0,}
przy czym (przyjmując {\displaystyle a_{ij}=a_{ji}}):
{\displaystyle \Delta =\left|{\begin{matrix}a_{11}&a_{12}&a_{13}&a_{14}\\a_{21}&a_{22}&a_{23}&a_{24}\\a_{31}&a_{32}&a_{33}&a_{34}\\a_{41}&a_{42}&a_{43}&a_{44}\end{matrix}}\right|<0,}
{\displaystyle S\delta =(a_{11}+a_{22}+a_{33})\cdot \left|{\begin{matrix}a_{11}&a_{12}&a_{13}\\a_{12}&a_{22}&a_{23}\\a_{13}&a_{23}&a_{33}\end{matrix}}\right|>0}
oraz
{\displaystyle T=a_{22}a_{33}+a_{33}a_{11}+a_{11}a_{22}-a_{23}^{2}-a_{31}^{2}-a_{12}^{2}>0.}

## Objętość
Objętość elipsoidy wyraża się wzorem:
{\displaystyle V={\frac {4}{3}}\pi abc.}

## Pole powierzchni
Pole powierzchni elipsoidy wyraża się wzorem:
{\displaystyle S=2\pi \left(c^{2}+{\frac {bc^{2}}{\sqrt {a^{2}-c^{2}}}}F(\theta ,m)+b{\sqrt {a^{2}-c^{2}}}E(\theta ,m)\right),}
gdzie:
{\displaystyle m={\frac {a^{2}(b^{2}-c^{2})}{b^{2}(a^{2}-c^{2})}},}
{\displaystyle \theta =\arcsin \varepsilon ,}
{\displaystyle \varepsilon ={\sqrt {1-{\frac {c^{2}}{a^{2}}}}},}
a {\displaystyle F(\theta ,m)} i {\displaystyle E(\theta ,m)} są niekompletnymi całkami eliptycznymi pierwszego i drugiego rodzaju.